# Arbatache
Arbatache är en ort i Algeriet.   Den ligger i provinsen Boumerdès, i den norra delen av landet, 30 km öster om huvudstaden Alger. Arbatache ligger 150 meter över havet och antalet invånare är 17 481.
Terrängen runt Arbatache är kuperad åt sydost, men åt nordväst är den platt.Runt Arbatache är det tätbefolkat, med 331 invånare per kvadratkilometer. Närmaste större samhälle är Boumerdès, 17,1 km nordost om Arbatache. Trakten runt Arbatache består till största delen av jordbruksmark.